# Liste der Naturdenkmale in Märkisch Luch
Die Liste der Naturdenkmale in Märkisch Luch enthält alle Naturdenkmale der brandenburgischen Gemeinde Märkisch Luch und ihrer Ortsteile im Landkreis Havelland, welche durch Rechtsverordnung geschützt sind. (Stand: 2014)
In den Spalten befinden sich folgende Informationen:
- Nr.: Identifizierungsnummer nach veröffentlichter Liste. Sie wird von der unteren Naturschutzbehörde des Landkreises oder der kreisfreien Stadt vergeben. Wenn sie bekannt ist, wird sie angegeben. In dieser Spalte kann sich zusätzlich das Wort Wikidata befinden, der entsprechende Link führt zu Angaben zu diesem Naturdenkmal bei Wikidata.
- Bezeichnung: Benennung des Naturdenkmals, in der Regel wird bei Bäume die Baumart genannt. Bekannte Eigennamen werden mit angegeben.
- Gemarkung: Ort oder Gemarkung, in der sich das Naturdenkmal befindet
- Lage: Nennt die Lage des Naturdenkmals im jeweiligen Ortsteil und die geografischen Koordinaten des Naturdenkmals. Link zu einem Kartenansichtstool, um Koordinaten zu setzen. In der Kartenansicht sind Naturdenkmale ohne Koordinaten mit einem roten beziehungsweise orangen Marker dargestellt und können in der Karte gesetzt werden. Denkmale ohne Bild sind mit einem blauen bzw. roten Marker gekennzeichnet, Denkmale mit Bild mit einem grünen beziehungsweise orangen Marker.
- Beschreibung: die Beschreibung des Naturdenkmales
- Schutzzweck: Erläutert den Grund der Unterschutzstellung
- Bild: Zeigt ein Bild des Naturdenkmales und gegebenenfalls ein Link zu weiteren Fotos im Medienarchiv Wikimedia Commons

## Barnewitz
| Bild            | Bezeichnung | Lage | Beschreibung | Schutzzweck | Nummer |
| --------------- | ----------- | --- | --- | ----------- | ------ |
| BW              | Traueiche   | Barnewitz, OT Linde am Wald 6/119 (52° 32′ 45,6″ N, 12° 39′ 48,2″ O)                                          | Baum wurde mangels einer Kirche als Versammlungsort und Trauort genutzt; Objekt an historischem Standort; besonders markanter Baum - vollständig abgestorben; alte Stammhöhlung wurde ausgemauert - Alter etwa 250–300 Jahre - Stammumfang: 636 - seit 1955                                                                  |             | 0001 B |
| Fotos hochladen | Gutslinde   | Barnewitz, Bereich ehemaliger Gutshof, innerhalb eines Baumbestandes 6/105 (52° 32′ 45,6″ N, 12° 39′ 51,5″ O) | Objekt an historischem Standort - Stamm ist mit etwa zwei Metern sehr kurz und teilt sich in vier verschieden starke Stämmlinge; Krone zeigt neben einer auffällig reduzierten Blattentwicklung und einer Spitzendürre viel Totholz auf. - Alter geschätzt etwa 180 bis 200 Jahre - Stammumfang: 547 - seit 1955 im Kataster |             | 0002 B |
| Fotos hochladen | Gutseiche 1 | Barnewitz, Auf dem Grundstück am Brunnenweg 6/103/1 (52° 32′ 43,7″ N, 12° 39′ 50,5″ O)                        | Repräsentant seiner Art; besonders markanter Baum - Starkastabbrüche; Vitalität III - geschätztes Alter etwa 250 Jahre - Stammumfang: 486 - seit 1955 im Kataster |             | 0003 B |
| BW              | Gutseiche 2 | Barnewitz, Auf dem Grundstück am Brunnenweg 6/103/2 (52° 32′ 42,7″ N, 12° 39′ 51,7″ O)                        | Repräsentant seiner Art; besonders markanter Baum - Starkastabbrüche; Stamm- und Stockfäule; Vitalität III - geschätztes Alter 250 Jahre - Stammumfang: 475 - seit 1955 im Kataster |             | 0004 B |